# Coppa Svizzera 1986-1987
La Coppa Svizzera 1986-1987 è stata la 62ª edizione della manifestazione calcistica. È iniziata il 9 agosto 1986 e si è conclusa l'8 giugno 1987. Questa edizione della coppa vide la vittoria finale del Young Boys.

## Squadre partecipanti
| Lega Nazionale A | Lega Nazionale B | Prima Lega Gruppo 1 | Prima Lega Gruppo 2 | Prima Lega Gruppo 3 | Prima Lega Gruppo 4 |
| ---------------- | ---------------- | ------------------- | ------------------- | ------------------- | ------------------- |

### 1º Turno Eliminatorio
Partecipano le squadre di Prima, Seconda e Terza Lega.
| Squadra 1          | Risultato | Squadra 2 |
| ------------------ | --------- | --------- |
| 9 e 10 agosto 1985 |           |           |

### 2º Turno Eliminatorio
Entrano in lizza le squadre di Lega Nazionale B.
| Squadra 1         | Risultato      | Squadra 2        |
| ----------------- | -------------- | ---------------- |
| 6 settembre 1986  |                |                  |
| Berna             | 1 - 3          | Malley           |
| Burgdorf          | 1 - 3          | Bulle            |
| Collex-Bossy      | 1 - 9          | Étoile Carouge   |
| La Tour-de-Peilz  | 0 - 2          | Renens           |
| Lotzwil           | 0 - 2          | Friburgo         |
| Raron             | 1 - 0(d.t.s.)  | Montreux-Sports  |
| Vernier           | 1 - 5(d.t.s.)  | Saint-Jean       |
| 7 settembre 1986  |                |                  |
| Aegeri            | 0 - 1(d.t.s.)  | Küsnacht         |
| Alle              | 2 - 0          | Schöftland       |
| Altdorf           | 2 - 0          | Red Star Zurigo  |
| Altstätten        | 2 - 6          | Lugano           |
| Ascona            | 0 - 2          | Chiasso          |
| Balerna           | 2 - 3          | Gossau           |
| Berna             | 1 - 0          | Spreitenbach     |
| Blue Stars Zurigo | 2 - 2(6-7 dcr) | Sursee           |
| Buochs            | 3 - 0          | Effretikon       |
| Breitenbach       | 4 - 3          | Moutier          |
| Brüttisellen      | 2 - 1          | SC Zugo          |
| Central Friburgo  | 2 - 3          | Stade Lausanne   |
| Chur              | 1 - 2          | FC Zugo          |
| Colombier         | 4 - 2(d.t.s.)  | Bümpliz          |
| Echallens         | 1 - 0          | Leytron          |
| Dübendorf         | 1 - 3(d.t.s.)  | Baden            |
| Fétigny           | 0 - 3          | Bienne           |
| Frauenfeld        | 0 - 2          | Mendrisio        |
| Fully             | 1 - 2          | Monthey          |
| Gunzwil           | 4 - 2          | Wetzikon         |
| Ibach             | 5 - 0          | Turicum          |
| Klus/Balsthal     | 4 - 2(d.t.s.)  | Victoria Berna   |
| Köniz             | 2 - 1          | Châtel-St-Denis  |
| Kreuzlingen       | 3 - 0          | Herisau          |
| Lamboing          | 4 - 1          | Domdidier        |
| Le Locle-Sports   | 2 - 1          | Stade Payerne    |
| Lutry             | 0 - 6          | Martigny         |
| Lyss              | 8 - 2          | Härkingen        |
| Meyrin            | 5 - 1          | Yverdon          |
| Muri              | 3 - 1(d.t.s.)  | Einsielden       |
| Nordstern         | 1 - 2          | Emmenbrücke      |
| Onex              | 1 - 7          | Chênois          |
| Ponte Tresa       | 0 - 2          | Winterthur       |
| Pratteln          | 2 - 5          | Laufen           |
| Reiden            | 0 - 1          | Kriens           |
| Rheinfelden       | 1 - 3          | Grenchen         |
| Rohrschach        | 2 - 2(4-5 dcr) | Vaduz            |
| Rüti              | 3 - 3(1-4 dcr) | Uzwil            |
| Sissach           | 1 - 3          | Olten            |
| Stäfa             | 1 - 4          | Sciaffusa        |
| Suhr              | 2 - 2(1-4 dcr) | Old Boys Basilea |

### Trentaseiesimi di Finale
Entrano in lizza le 14 squadre di Lega Nazionale A.
| Squadra 1         | Risultato      | Squadra 2         |
| ----------------- | -------------- | ----------------- |
| 19 settembre 1986 |                |                   |
| Buochs            | 1 - 3          | Grasshoppers      |
| Monthey           | 3 - 2          | Stade Lausanne    |
| 20 settembre 1986 |                |                   |
| Altdorf           | 2 - 5          | Muri              |
| Berna             | 2 - 3          | Friburgo          |
| Bienne            | 3 - 0          | Alle              |
| Breitenbach       | 2 - 8          | Neuchâtel Xamax   |
| Brüttisellen      | 1 - 2(d.t.s.)  | Lucerna           |
| Bulle             | 0 - 3          | La Chaux-de-Fonds |
| Chênois           | 1 - 2          | Sion              |
| Colombier         | 1 - 0          | Laufen            |
| Echallens         | 3 - 1          | Saint-Jean        |
| Emmenbrücke       | 1 - 4          | Young Boys        |
| Gossau            | 0 - 1(d.t.s.)  | Sursee            |
| Grenchen          | 4 - 0          | Olten             |
| Gunzwil           | 1 - 5          | Bellinzona        |
| Ibach             | 1 - 5          | Locarno           |
| Klus/Balsthal     | 2 - 3          | Wettingen         |
| Köniz             | 2 - 9          | Basilea           |
| Kreuzlingen       | 1 - 1(5-3 dcr) | Chiasso           |
| Küsnacht          | 0 - 2          | Baden             |
| Lamboing          | 0 - 3          | Old Boys Basilea  |
| Lugano            | 2 - 4          | San Gallo         |
| Lyss              | 0 - 1          | Aarau             |
| Malley            | 3 - 1          | Le Locle-Sports   |
| Martigny          | 3 - 1          | Vevey             |
| Mendrisio         | 5 - 3          | Zurigo            |
| Meyrin            | 2 - 1          | Étoile Carouge    |
| Raron             | 2 - 4          | Losanna           |
| Renens            | 1 - 2(d.t.s.)  | Servette          |
| Vaduz             | 1 - 2(d.t.s.)  | Kriens            |
| Winterthur        | 2 - 2(5-4 dcr) | Sciaffusa         |
| FC Zugo           | 3 - 2(d.t.s.)  | Uzwil             |

### Sedicesimi di Finale
| Squadra 1         | Risultato      | Squadra 2        |
| ----------------- | -------------- | ---------------- |
| 18 ottobre 1986   |                |                  |
| Aarau             | 3 - 0          | Baden            |
| Basilea           | 3 - 1          | Friburgo         |
| Bellinzona        | 1 - 2          | Young Boys       |
| La Chaux-de-Fonds | 1 - 1(5-3 dcr) | Colombier        |
| Malley            | 2 - 3          | Old Boys Basilea |
| Monthey           | 0 - 3          | Neuchâtel Xamax  |
| Servette          | 2 - 0          | Losanna          |
| Sion              | 4 - 1          | Meyrin           |
| Winterthur        | 5 - 0          | Muri             |
| 19 ottobre 1986   |                |                  |
| Echallens         | 3 - 2          | Martigny         |
| Kreuzlingen       | 0 - 5          | Grasshoppers     |
| Locarno           | 2 - 1          | San Gallo        |
| Mendrisio         | 2 - 3(d.t.s.)  | Kriens           |
| Sursee            | 0 - 4          | Lucerna          |
| Wettingen         | 4 - 1          | Bienne           |
| FC Zugo           | 0 - 5          | Grenchen         |

### Ottavi di Finale
| Squadra 1        | Risultato      | Squadra 2         |
| ---------------- | -------------- | ----------------- |
| 9 novembre 1986  |                |                   |
| Winterthur       | 2 - 2(4-5 dcr) | Locarno           |
| 11 novembre 1986 |                |                   |
| Aarau            | 1 - 0(d.t.s.)  | Wettingen         |
| Basilea          | 1 - 2          | Kriens            |
| Grasshoppers     | 0 - 3          | Young Boys        |
| Grenchen         | 4 - 2          | Echallens         |
| Lucerna          | 4 - 0          | Old Boys Basilea  |
| Servette         | 7 - 2          | La Chaux-de-Fonds |
| Sion             | 3 - 0          | Neuchâtel Xamax   |

### Quarti di Finale
| Squadra 1     | Risultato  | Squadra 2 |
| ------------- | ---------- | --------- |
| 29 marzo 1987 |            |           |
| Kriens        | 0 - 2      | Locarno   |
| Sion          | 2 - 0      | Lucerna   |
| Servette      | (Rinviata) | Aarau     |
| Young Boys    | (Rinviata) | Grenchen  |
| 7 aprile 1987 |            |           |
| Servette      | 2 - 1      | Aarau     |
| Young Boys    | 1 - 0      | Grenchen  |

### Semifinali
| Squadra 1                   | Risultato     | Squadra 2  |
| --------------------------- | ------------- | ---------- |
| 28 aprile 1987              |               |            |
| Locarno                     | 1 - 4(d.t.s.) | Young Boys |
| Sion                        | 1 - 1(d.t.s.) | Servette   |
| 12 maggio 1987(Ripetizione) |               |            |
| Servette                    | 3 - 1         | Sion       |

### Finale
| Arbitro: | Georges Sandoz (Auvernier) |

| |            | |
| Zuffi 19’ Prytz 55’ (rigore) Siwek 93’ Gertschen 117’                                                        | Marcatori  | 17’ Schnyder 67’ Decastel                                                                                        |
| Zurbuchen Conz Wittwer Weber Baumann Jeitziner Bamert (82' Siwek) Prytz Sutter (62' Gertschen) Nilsson Zuffi | Formazioni | Mutter Geiger Hasler Cacciapaglia Bianchi Schnyder (106' Pavoni) Besnard (46' Decastel) Favre Sinval Eriksen Kok |
| Mandziara | Allenatori | de Choudens |